# Yandex Launcher
Yandex Launcher (en ruso: Я́ндекс.Ло́нчер) es una shell de interfaz gráfica de usuario gratuita para organizar el espacio de trabajo en teléfonos inteligentes Android.

## Funcionalidad
De acuerdo con la información de The Next Web, uno de los principales rasgos distintivos de Yandex Launcher es el servicio de recomendación integrado. La tecnología de aprendizaje automático proporciona la base del servicio de recomendación, con el cual Launcher selecciona aplicaciones, juegos, videos y otros contenidos que puedan interesar al usuario. Los elementos clave de Launcher son la fuente de contenido ilimitado de recomendaciones personales de Yandex Zen, así como también un sistema de aplicaciones recomendadas; ambos elementos están integrados en Launcher y analizan los sitios web favoritos del usuario y otros aspectos de su comportamiento con el objetivo de crear un modelo único de preferencias del usuario.
Otras características de Launcher son: temas para la interfaz, colecciones de fondos de pantalla, búsqueda rápida de contactos, aplicaciones y sitios, búsqueda por color de icono de aplicación, carpetas "inteligentes" y widgets, notificaciones incorporadas en iconos, gestor de pantalla, una cuadrícula de edición visual para iconos, entre otras.

## Historia
En 2009, la empresa SPB Software lanzó la aplicación SPB Mobile Shell. La aplicación ganó varios concursos.
En 2011, SPB Software fue adquirido por Yandex. A través de esto, Yandex adquirió los derechos para los productos de la compañía, incluyendo SPB Shell 3D. Esta era una aplicación de pago.
Después de la compra por Yandex, se dio un nuevo nombre al shell - Yandex.Shell. Los servicios de la compañía se incorporaron en él, y se distribuyó gratuitamente para  usuarios de Rusia y otros países.
En 2014, Yandex lanzó un firmware Android modificado, con el nombre de Yandex.Kit (Ruso: Яндекс.Kit). El firmware estaba estrechamente integrado con los servicios de Yandex. Una de las aplicaciones estándar suministradas con el firmware fue el lanzador en que se basaba Yandex.Shell. Yandex.Kit venía preinstalado, en especial en los teléfonos inteligentes Huawei.
El 6 de octubre de 2015, se lanzó el shell de la interfaz gráfica de usuario de Yandex Launcher. A pesar de que los desarrolladores de Yandex.Shell y Yandex.Kit participaron en la creación de Launcher, estos proyectos tienen poco en común. A diferencia de Launcher, Kit estaba enfocado en negocios y no se distribuía mediante Google Play. Shell tenía un esquema de monetización fundamentalmente diferente y una distribución geográfica distinta.
El 8 de octubre de 2015, Google Play bloqueó accidentalmente a Yandex Launcher. Sin embargo, casi inmediatamente, Launcher fue restaurado en Google Play.
Al principio, después de su lanzamiento, Launcher solo estaba disponible para usuarios de América Latina; luego, se habilitó su instalación para usuarios de la Unión Europea, Estados Unidos, Rusia y otros países. El 14 de diciembre de 2015, la aplicación se puso a disposición para todo el mundo.
En octubre de 2016, Yandex, ofreció la preinstalación de sus aplicaciones (incluido Yandex Launcher) a minoristas y fabricantes de teléfonos inteligentes Android. En este programa participaron MTS (Rusia), Multilaser (Brasil), ZTE (China), Wileyfox (Reino Unido), Posh Mobile, entre otros.
A principios de 2016, la audiencia extranjera del servicio era tres veces superior a la rusa.

## Tecnología
Para generar recomendaciones personales, Yandex Launcher usa la tecnología de inteligencia artificial. El sistema analiza cuál de las aplicaciones recomendadas instala o ignora el usuario. Según esta información, el sistema predice cuáles aplicaciones podrían interesar a los usuarios en otro momentoEl sistema analiza cuál de las aplicaciones recomendadas ha instalado o ignorado el usuario, y según esa información, predice las aplicaciones que podrían interesar a los usuarios en el futuro. Cuanto más interactúe un usuario con Launcher, más precisas serán las recomendaciones. Las recomendaciones también dependen del lugar donde vive el usuario, de sus intereses y de otros factores.
Launcher es uno de los productos de "Descubrimiento" de Yandex. Yandex Zen, que es parte de Launcher, pertenece a esta misma categoría de producto.
Varios elementos de diseño de Launcher son generados mediante algoritmos. En particular, el color de las tarjetas de información de la aplicación se selecciona automáticamente en función de la escala de color de los iconos de la aplicación En particular, el color de las tarjetas de aplicaciones se selecciona automáticamente en función de la escala de color de los iconos.
Para buscar en Internet, Launcher puede usar los motores de búsqueda Yandex, Google o Bing (según elección del usuario).

## Monetización
La monetización de Launcher se debe a los servicios de recomendación incorporados. La Publicidad nativa aparece dentro de la fuente de contenido de Yandex Zen. La mayoría de las recomendaciones incluidas en el servicio de recomendaciones de aplicaciones se selecciona sin tener en cuenta el componente comercial, pero si un usuario instala una de las recomendaciones comerciales, la red publicitaria correspondiente paga una comisión a Yandex.
Según los datos de 2016, las actividades comerciales experimentales de Yandex (que incluye Yandex Launcher y Yandex Zen integrados en ellas, junto con otros productos de la compañía) captaron un ingreso de 153 millones de rublos.

## Gestión corporativa
El jefe del servicio es Fyodor Yezhov. Anteriormente, Yezhov trabajó en SPB Software y SPB TV.
Luego, el proyecto fue dirigido por Dmitry Polishchuk.

## Crítica
Yandex Launcher ha sido criticado por la falta de opciones para ajustar la aplicación. En particular, no se puede desactivar la visualización de los nombres de iconos. Launcher también ha sido criticado por la escasa variedad de fondos de pantalla de la colección en línea.

## Competidores
Otras dos empresas de búsqueda importantes (Google y Yahoo) también tienen sus propios lanzadores para Android.